# Diaglyptellana opacula
Diaglyptellana opacula är en stekelart som först beskrevs av Thomson 1884.  Diaglyptellana opacula ingår i släktet Diaglyptellana, och familjen brokparasitsteklar. Arten är reproducerande i Sverige.